# Johannes Schmalebecker
Johannes Schmalebecker (* unbekannt in Ahlen; † 23. Mai 1522 in Liesborn), auch Smalebecker geschrieben, war von 1490 bis 1522 Abt des Benediktinerklosters Liesborn.

## Leben
Der aus Ahlen stammende Johannes Schmalebecker wurde am 22. Juni 1490 als Abt in Liesborn bestätigt. Zuvor soll er dort Prior und in St. Aegidii Beichtvater gewesen sein.
In seiner Regentenzeit wurden in Liesborn außergewöhnlich viele Mönche ausgebildet. Schmalbecker führte die Reformen seines Vorgängers Abt Heinrich von Kleve im Rahmen der Bursfelder Kongregation fort. Er setzte sich vor allem für Kunst, Wissenschaft und den Ausbau der Abtei ein. Unter ihm wurden zwei Flügelbauten an die Kirche angebaut und viele Anschaffungen getätigt, wie Kirchenornamente, Tafelgemälde, Statuen, verschiedene Bildnisse sowie zahlreiche Bücher für die Bibliothek. Aufgrund Schmalebeckers weitreichenden Kenntnissen sollen ihn in seiner Zeit als Abt viele Anfragen von überall her erreicht haben. 1515 und 1516 war Schmalebecker Visitator für das Kloster Marienrode in Wietmarschen. Zu dem Nachbarkloster Herzebrock scheint er zudem eine enge Verbindung gepflegt zu haben.